# Fadime Şahindal meggyilkolása
Fadime Şahindal (Elbisztán, Törökország, 1975. április 2. – Uppsala, 2002. január 21.) kurd bevándorló, aki Törökországból költözött Svédországba hétéves korában. 2002 januárjában a saját apja, Rahmi ölte meg egy becsületgyilkosság során. Svédországban nem ez volt az egyetlen ilyen gyilkosság. 1996-ban és 1999-ben két iraki származású jutott hasonló sorsra.

## Élete
Fadime apja 1981 óta élt Svédországban, felesége és gyermekei egy évre rá követték őt. A család nagyon konzervatív volt, s ha a gyerekek nem fogadtak szót, alaposan elverték őket. Fadime nyugati környezetben nőtt fel, az ottani értékrendre nyitott, szülei ellenben megtartották a maguk szokását, ezzel viszont elszigetelődtek a svéd társadalomban, amely együtt járt a megváltozott gondolkodású gyermekeiktől való elidegenedéssel. Fadimét és másik lánytestvérét szülei és fiú testvérei minden eszközzel korlátozni igyekeztek, sőt fenyegetéssel is próbálták engedelmességre bírni.
Fadime Şahindal ellentmondott családja akaratának, és egy elrendezett házasság helyett magának választott párt. A család azt akarta, hogy Fadime egy Törökországban maradt unokatestvéréhez menjen feleségül. A kapcsolatot először titokban tartotta, de édesapja tudomást szerzett róla, emiatt Fadime súlyos testisértést volt kénytelen elszenvedni. Ezután Fadime a családjától Sundsvallba költözött, de bátyja megtalálta és megfenyegette. Ezután a lány a rendőrséghez fordult, akik azt tanácsolták, hogy először próbáljon meg beszélni a családjával és rendezni a konfliktust. Fadime ezután a médiához fordult történetével, majd ismét a rendőrséghez, akik titkos identitást ígértek neki. Azzal, hogy a médiához fordult, Fadimének sikerült a svéd hatóságok támogatását megszereznie, de egyúttal nyilvánosan „megszégyenítette” a családját. Apját és bátyját fenyegetés vádjával beperelte, ezt a pert meg is nyerte.
Fadime a következő hónapban, 1998 júniusában készült összeköltözni a barátjával, Patrik Lindesjövel, de a fiú egy autóbalesetben váratlanul meghalt. A fiút Uppsalában temették el. Fadimét ekkor egy fiútestvére bántalmazta.
Apja megtiltotta Fadimének, hogy Uppsalába utazzon, és meglátogassa elhunyt barátjának a sírját. Nalin Pekgul kurd–svéd országgyűlési képviselő arra a kompromisszumra jutott a családdal, hogy Şahindal távol marad Uppsalától, cserébe az apja pedig nem követi őt többé.
2001. november 20-án a Nők Elleni Erőszak Szervezete szemináriumot tartott az integrációs problémákkal kapcsolatban, melynek során Fadime is felszólalt, és elmesélte saját történetét a Riksdag előtt.
2002. január 21-én Fadime titokban meglátogatta édesanyját és lánytestvéreit Uppsalában. A látogatás közben megjelent az apa is, aki Fadimét édesanyja és testvérei szeme előtt fejbelőtte. A rendőrségnek bevallotta tettét, bár később az egyik unokatestvér megpróbálta meggyőzni a rendőröket arról, hogy ő volt az elkövető.
Az apát a svéd bíróság gyilkosság vádjával életfogytig tartó szabadságvesztésre ítélte, melyből 2018-ban feltételesen szabadon bocsátották.
Fadima meggyilkolása vitákat szított Svédországban a bevándorlók integrálásával kapcsolatban, illetve Patrik Lindesjö halálának körülményeit is megkérdőjelezte. A vitába feminista csoportok is bekapcsolódtak, amely egyfajta férfiellenes kampányt is eredményezett.
Fadimét Uppsalában temették el.
2014 áprilisában Fadime bátyját a svéd rendőrség lelőtte, miután ellenállt egy letartóztatási kísérletnek. Néhány hónnapal később másik lánytestvére, Songül is meghalt tisztázatlan okokból. 2016-ban majd 2017-ben két másik gyilkosságot követtek el (egyiket szintén családon belül) Fadime rokonai.

## Külső hivatkozások
- Find a Grave

## Fordítás
Ez a szócikk részben vagy egészben  a   Honor killing of Fadime Şahindal című angol Wikipédia-szócikk ezen változatának fordításán alapul.  Az eredeti cikk szerkesztőit annak laptörténete sorolja fel. Ez a jelzés csupán a megfogalmazás eredetét és a szerzői jogokat jelzi, nem szolgál a cikkben szereplő információk forrásmegjelöléseként.